# Cognac Yacht Rowing Club
Le Cognac Yacht Rowing Club est le club d'aviron de la Communauté d'agglomération du Grand Cognac. Il est né de la fusion de deux clubs, le Yacht et le Rowing situés des deux côtés du même bras de la Charente.
Le club est classé 42e club français en 2010 par la Fédération Française d'aviron.

## Histoire

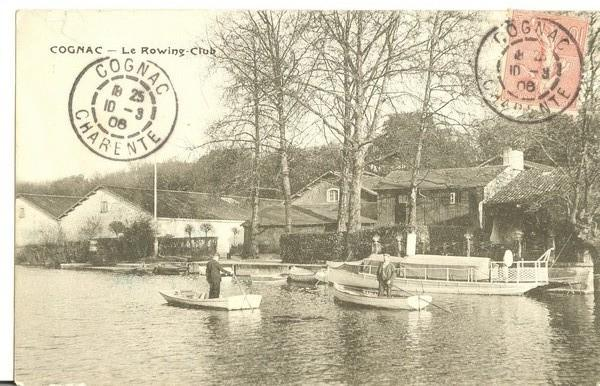
Le Rowing en 1906

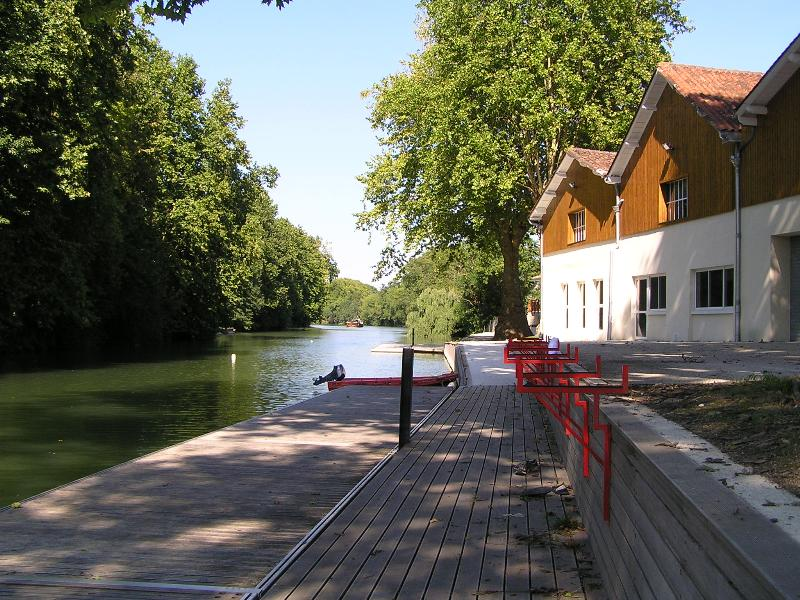
Le Cognac Yacht Rowing Club en 2007

Les premières traces d’aviron à Cognac, remontent à 1863. À l’époque, il existait sous forme de canotage : promenade en famille dans des barques où l’esthétisme de l’embarcation primait sur sa vitesse. Petit à petit, à l’occasion de confrontations appelées régates, les concurrents recherchèrent à affiner leurs entraînements et leurs embarcations. Les bateaux devinrent de plus en plus effilés et légers pour donner naissance au matériel très sophistiqué que nous connaissons aujourd’hui.
L’aviron contemporain à Cognac a connu son essor à la suite de la fusion, en 1965, des deux plus anciennes associations sportives de la ville : le Cognac Rowing Club (1864) et le Cognac Yacht Club (1877)
Le Cognac Yacht Rowing Club (CYRC) est né.
Pendant près d’un siècle, ces deux sociétés, situées vis-à-vis l’une de l’autre des deux côtés d’un bras de la Charente, se consacrèrent essentiellement à l’Aviron dit « de loisir » (promenade en yole sur la Charente, ...), tout en organisant chaque année des régates à Cognac.
De nombreux Cognaçais ont fait de la compétition, certains participant même aux Jeux olympiques : Mr. G.Gautier (Stockholm - 1912) et les frères Vandernotte (Los Angeles - 1932)
C’est justement en 1964, année de la fusion des deux clubs que le CYRC obtenait son premier titre de Champion de France en deux de couple junior garçon avec Alain Moreau et Alain Dellecase.
Le CYRC est une association à but non lucratif (loi 1901) affiliée à la Fédération française des sociétés d'aviron ainsi qu'à la Fédération Française Handisport depuis 2006. Le club est labellisé École Française d'aviron 3 étoiles garantissant un accueil de qualité et un encadrement qualifié.
Sur la saison 2006/2007 le club comptait 193 membres.

## Palmarès
Les résultats sportifs du club démontre une certaine constance depuis 1964 à des places très honorables.
1964-2012 : En 48 années de compétition, le club a formé des centaines de rameuses et rameurs sans oublier les barreurs et il est tout à fait unique dans la région de voir le nombre d’Internationaux, de Champions de France et de médaillés aux Championnats qui ont porté les couleurs de Cognac ; en effet plus de 1000 rameurs et rameuses ont participé aux Championnats de France, 45 ont été sélectionnés en Équipe de France pour participer soit aux Jeux olympiques, soit aux Championnats du Monde ou d’Europe, 285 sont Champions de France sans oublier tous les médaillés d’Argent ou de Bronze.

## Équipement et activités
Le club dispose d'un parc à bateaux (65 embarcations) avec son atelier de réparation, un tank à ramer, une salle de musculation, une salle de préparation physique, une salle "ERGO",  un bureau et  d'un club-house totalement reconstruit qui fut inauguré en septembre 2007.
La pratique de l’aviron y a toujours été possible au niveau loisir comme au niveau compétition pour tous les niveaux et tous les âges à partir de 11 ans.
Des cycles découverte sont organisés dans les écoles de Cognac pour des classes de CM2 et des cycles d’initiation sont proposés aux adolescents et aux adultes.
La section loisir propose diverses sorties (le plus souvent sous forme de randonnées) : descente de la Charente, traversée de Paris, descente du Canal du Midi, fête de l’aviron à Cognac.

## Galerie

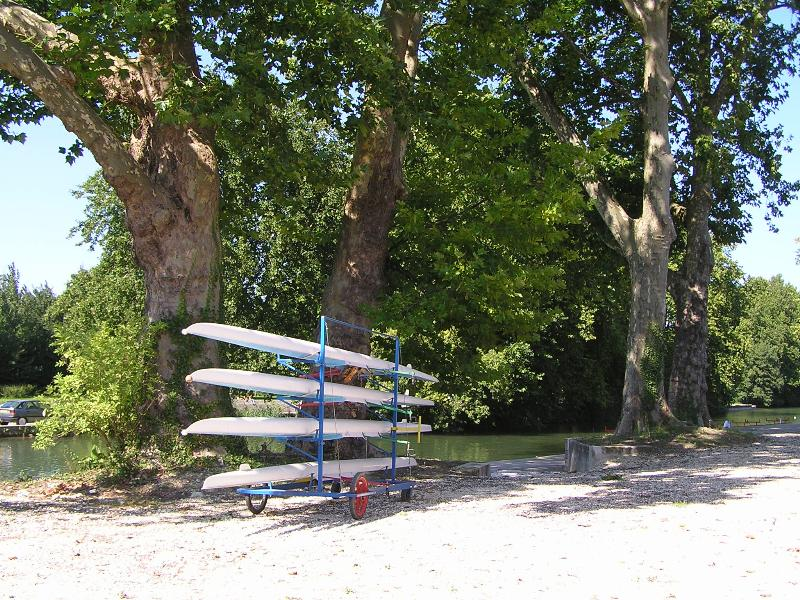
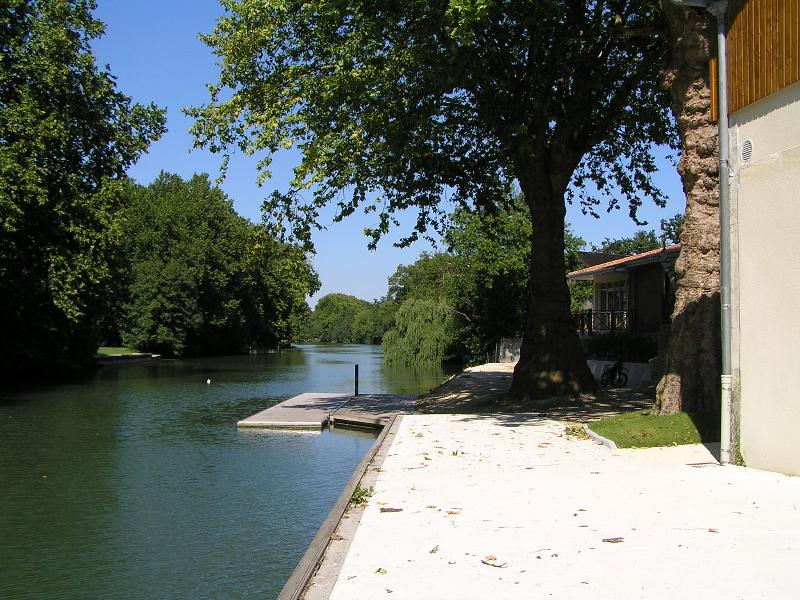
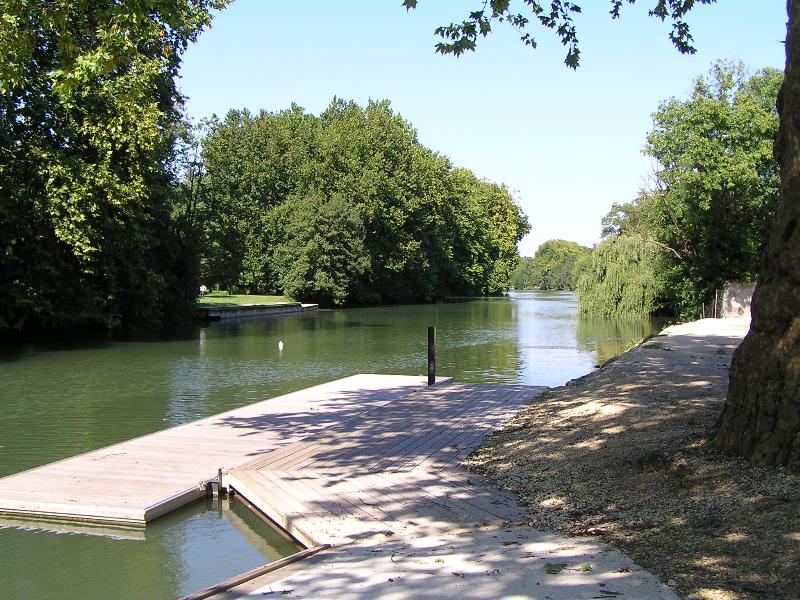